# Geo Balmelli
Ruggero Balmelli, detto Geo (Lugano, 16 settembre 1927), è un ex cestista svizzero.

## Carriera
Con la Svizzera ha disputato i campionati europei del 1953. Nella stessa stagione lascia la Svizzera per approdare in Italia con la Pallacanestro Varese allenata da Vittorio Tracuzzi.